# Horehronie
Horehronie är en slovakisk låt, komponerad av Martin Kavulič och Kamil Peteraj, framförd av Kristína Peláková.
Den 27 februari vann Kristína den nationella uttagningen med låten där den fick flest tittarröster och näst bäst jurypoäng. Därmed kom låten att representera Slovakien i Eurovision Song Contest 2010 i Oslo. Låten är en ode till turistregionen Horehronie i Slovakien.